# Javalaan 7a (Baarn)

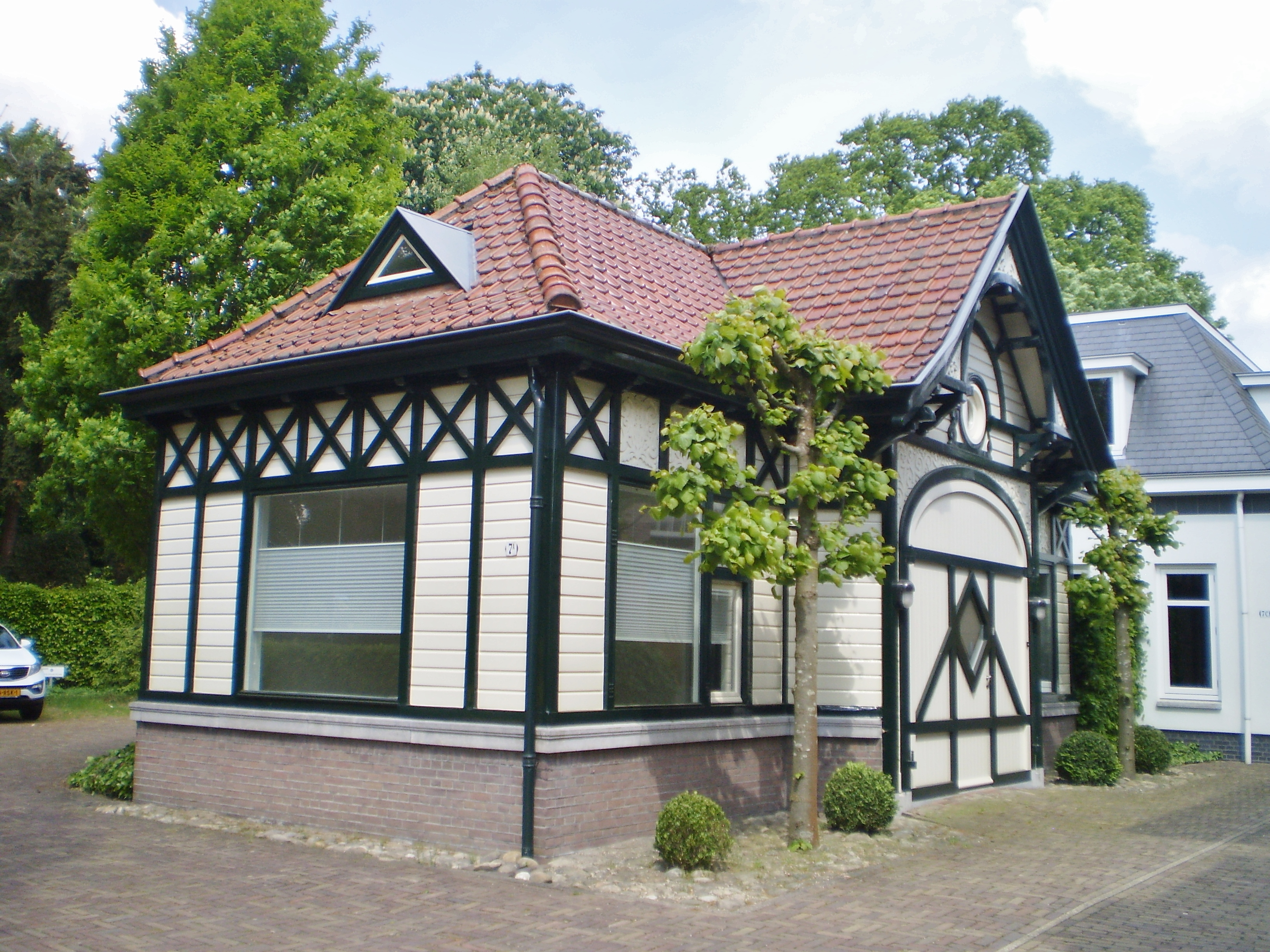
koetshuis Canton

Koetshuis van villa Canton aan de Javalaan 7a is een gemeentelijk monument in Baarn in de provincie Utrecht.
Dit koetshuis werd in 1913 ontworpen voor August Janssen, die op huize Canton woonde. Na de oorlog werd het verbouwd tot woning, waarbij een aantal deuren en ramen vervielen. De houten opbouw in chaletstijl staat op een stenen muurtje. Bij de dakgoten is het huis voorzien van houtsnijwerk.

## Javalaan
De Javalaan verbindt de Torenlaan met de Faas Eliaslaan en is genoemd naar villa Java (Javalaan 20). De straat bestond al in de achttiende eeuw. De bijna rechte Javalaan heeft aan de oostzijde kleine woningen en aan de westzijde de grootste huizen met grote tuinen. Voor het huis Peking staan vier bomen die ter gelegenheid van de geboorte van de prinsessen Beatrix, Irene, Margriet en Marijke zijn geplant.